# Heterocerus miser
Heterocerus miser is een keversoort uit de familie oevergraafkevers (Heteroceridae). De wetenschappelijke naam van de soort is voor het eerst geldig gepubliceerd in 1851 door Kiesenwetter.